# Bokermannohyla vulcaniae
Bokermannohyla vulcaniae е вид жаба от семейство Дървесници (Hylidae). Видът е уязвим и сериозно застрашен от изчезване.

## Разпространение
Разпространен е в Бразилия (Минас Жерайс).